# Raining Sunshine
"Raining Sunshine" (em portugues: Chovendo Luz do Sol) é um single promocional da cantora pop norte-americana Miranda Cosgrove lançado para promover o filme Cloudy with a Chance of Meatballs, uma animação lançada pela Columbia Pictures. O single, lançado em 25 de agosto de 2009, está presente na trilha sonora oficial do filme, sendo a faixa que abre o álbum, lançada pela Sony Pictures Entertainment.

## Lançamento e Desempenho
Lançada em 25 de agosto de 2009, a canção faz parte do álbum da trilha sonora do filme Cloudy with a Chance of Meatballs, lançada pela Sony Pictures Entertainment em parceria com a Columbia Records, gravadora de Miranda Cosgrove. A canção não alcançou nenhuma posição na Billboard Hot 100, porém conseguiu a primeira posição na Billboard Digital Songs, parada relacionada às canções compradas por download nos Estados Unidos, além de alcançar a vigésima primeira na Billboard Hot Digital Tracks.

## Videoclipe
Gravado em Nova York e dirigido por Chris Miller, diretor do filme, o videoclipe inicia-se com Miranda Cosgrove em seu quarto, mostrando rapidamente a cantora sentada à beira da janela usndo uma blusa verde com calças jeans, passando para uma cena em que Miranda está na cama deitada com uma blusa branca sobreposta à outra florida, shorts e all star preto. Conforme a canção passa, a cantora corre para uma janela, onde abre e sai correndo pelo gramado, onde é mostrado um cenário holografico onde chovem hamburguers, fazendo referência ao tema principal do filmeCloudy with a Chance of Meatballs. As cenas do videoclipe são alternadas com cenas do filme, mostrando brevemente partes da animação da Columbia Pictures. Em uma nova cena Miranda Cosgrove aparece na cozinha, onde pega macarrão que cai do céu pela janela e come com as amigas. Ainda há rapidas cenas que mostram-a cantando com uma banda em uma garagem, onde aparecem diversos microfones diferentes vestindo uma blusa preta com escritas em branco e uma calça branca com escritos em preto.

## Versões
US single
- "Raining Sunshine" — 3:44
- "Raining Sunshine" (Remix) — 3:47

Remixes
- "Raining Sunshine" (Dj Alex Reggaeton Remix) — 3:58
- "Raining Sunshine" (Darknight Remix) — 4:08

## Posições
| Paradas (2009)                                | Posições |
| --------------------------------------------- | -------- |
| Estados Unidos - Billboard Digital Songs      | 1        |
| Estados Unidos - Billboard Hot Digital Tracks | 21       |